# مؤشر الفقر البشري
مؤشر الفقر البشري (HPI) هو مؤشر على فقر المجتمع في بلد ما، وضعته الأمم المتحدة لتكملة مؤشر التنمية البشرية (HDI) وتم الإبلاغ عنه لأول مرة كجزء من تقرير الحرمان البشري في عام 1997. واعتُبر أنه يعكس بشكل أفضل مدى الحرمان في البلدان المحرومة مقارنة بمؤشر التنمية البشرية. في عام 2010، حل محله مؤشر الفقر متعدد الأبعاد للأمم المتحدة.
يركز مؤشر HPI على الحرمان في العناصر الأساسية الثلاثة لحياة الإنسان التي انعكست بالفعل في دليل التنمية البشرية وهي: طول العمر، والمعرفة، والمستوى المعيشي اللائق. يُشتق مؤشر HPI بشكل منفصل للبلدان النامية (HPI-1) ومجموعة مختارة من بلدان منظمة التعاون والتنمية في الميدان الاقتصادي ذات الدخل المرتفع (HPI-2) لتعكس بشكل أفضل الاختلافات الاجتماعية والاقتصادية وأيضًا مقاييس الحرمان المختلفة على نطاق واسع في المجموعتين.

## في البلدان النامية (HPI-1)
يلخص موقع تقارير التنمية البشرية هذا على أنه «مؤشر مركب يقيس أوجه الحرمان في الأبعاد الأساسية الثلاثة الواردة في مؤشر التنمية البشرية: الحياة الطويلة والصحية، والمعرفة، والمستوى المعيشي اللائق». صيغة حسابها هي:
- HPI-1 = {\displaystyle \left[{\frac {1}{3}}\left(P_{1}^{\alpha }+P_{2}^{\alpha }+P_{3}^{\alpha }\right)\right]^{\frac {1}{\alpha }}}

## دول منظمة التعاون والتنمية في الميدان الاقتصادي ذات الدخل المرتفع (HPI-2)
يلخص موقع تقارير التنمية البشرية هذا على أنه «مؤشر مركب يقيس أوجه الحرمان في الأبعاد الأساسية الأربعة الواردة في مؤشر التنمية البشرية: حياة طويلة وصحية، والمعرفة والمستوى المعيشي اللائق - وأيضًا يلتقط الإقصاء الاجتماعي». صيغة حسابها هي:
- HPI-2 = {\displaystyle \left[{\frac {1}{4}}\left(P_{1}^{\alpha }+P_{2}^{\alpha }+P_{3}^{\alpha }+P_{4}^{\alpha }\right)\right]^{\frac {1}{\alpha }}}

التقرير الأخير، 2007-2008، يحتوي فقط على تصنيف 19 من بين 22 دولة ذات أعلى مؤشر للتنمية البشرية. الترتيب على النحو التالي (مع الدولة ذات أدنى نسبة فقر في الأعلى):
لا يتم تضمين جميع البلدان في هذا الترتيب لأن البيانات ليست متاحة دائمًا. يمكن أن تنخفض مراتب العديد من البلدان، خاصة تلك التي تقع في الأسفل، بشكل كبير إذا تضمنت القائمة المزيد من البلدان. للحصول على معلومات حول قيم المكونات للبلدان بخلاف تلك الموجودة في القائمة، راجع روابط المصدر أدناه.
- احتمال عدم البقاء على قيد الحياة عند الولادة حتى سن 60 (٪ من المجموعة)، 2000-2005. تختلف من 7.1٪ لليابان إلى 11.8٪ للولايات المتحدة الأمريكية. هذا هو المؤشر الأكثر شهرة لجميع البلدان (بما في ذلك البلدان غير المدرجة في القائمة). لدى الولايات المتحدة قيم محددة مرتبطة بخصائص مرض الفقر. تبدأ القيم الأسوأ فقط في الموضع 35 من دليل التنمية البشرية، مما يشير إلى أن العديد من البلدان يمكن أن تتسلق في قائمة موسعة بناءً على ذلك، مما يؤدي إلى هزيمة البلدان ذات التصنيف الأدنى في القائمة أعلاه.
- الأشخاص الذين يفتقرون إلى مهارات القراءة والكتابة الوظيفية (النسبة المئوية للأشخاص الذين سجلوا درجات في النطاق المسمى «المستوى 1» في المسح الدولي لمحو أمية الكبار، الفئة العمرية 16-65، 1994-2003). تختلف من 7.5٪ في السويد إلى 47.0٪ لإيطاليا. هذه الأرقام أعلى من معدلات الأمية الأكثر شيوعًا بسبب اختيار اختبار معرفة القراءة والكتابة.
- البطالة طويلة الأمد (12 شهرًا أو أكثر، ٪ من القوى العاملة)، 2005. تختلف من 0.4٪ للولايات المتحدة إلى 5.0٪ لألمانيا. يحتوي هذا المؤشر على التباين الأكبر إلى حد بعيد، بقيمة تصل إلى 9.3٪ في موضع HDI 37.
- السكان الذين تقل أعمارهم عن 50٪ من متوسط الدخل المتاح للأسرة المعدلة (٪)، 1994-2002. تختلف من 5.4٪ لفنلندا إلى 17٪ للولايات المتحدة.

## أنظر أيضا
أخرى 

## روابط خارجية
- The Human Poverty Index
- برنامج الأمم المتحدة للتنمية: تقارير التنمية البشرية
- تقارير التنمية البشرية 2007/2008
- الأمم المتحدة - مؤشر الفقر العالمي